# Jekyll and Hyde en Español
Jekyll and Hyde en Español é uma versão em espanhol do álbum Jekyll and Hyde lançado pela banda Petra em 2004. Este é o segundo trabalho da banda a ser gravado nesta língua.
As canções foram traduzidas por Alejandro Allen, que trabalhou traduzindo canções do Petra antes, quando ele trabalhava em uma produção mexicana intitulada Colección Coral Petra II.

## Faixas
Todas as músicas por Bob Hartman, exceto onde anotado.
1. "Jekyll & Hyde" – 3:04
2. "¿Quién es tu conécte alla?" – 2:35
3. "Párate" – 3:19
4. "Lo que pudo ser" (Bob Hartman e Greg Bailey) – 2:58
5. "Un mundo perfecto" – 3:13
6. "La prueba" – 3:01
7. "Te adoro" – 2:33
8. "Así es nuestra vida" – 3:27
9. "Moldéame" – 3:03
10. "Pacto de amor" – 3:50

## Créditos
- John Schlitt - Vocal
- Bob Hartman - Guitarra
- Greg Bailey - Vocal de apoio, baixo

## Músicos convidados
- Peter Furler - Bateria, Backing vocals
- Wade Jaynes - Baixo
- Phil Joel - Baixo, Backing vocals
- Jamie Rowe - Backing vocals
- Pablo Olivares - Background vocals